# Bell MTS
Bell MTS (anciennement, Manitoba Telecom Services ou MTS) est une filiale de BCE inc. qui exploite des services de télécommunication dans la province du Manitoba au Canada. Le siège social de la société est situé à MTS Place, au centre-ville de Winnipeg, au Manitoba.
Bell MTS est le détenteur des droits de dénomination de deux sites à Winnipeg : le Bell MTS Place et le Bell MTS Iceplex (en).

## Histoire
Bell MTS est la société descendante de Manitoba Government Telephones qui avait été créée en janvier 1908 lorsque le gouvernement du Manitoba avait acheté les activités de Bell Canada au Manitoba. La société d'État est devenue Manitoba Telephone System en 1921 et a absorbé toutes les opérations téléphoniques privées de la province.
À la fin des années 1970, à l'instar des modifications de réglementations aux États-Unis, le Conseil de la radiodiffusion et des télécommunications canadiennes (l'organisme de réglementation des télécommunications canadien) a permis aux clients de MTS d’acheter leur propre équipement téléphonique et a ordonné à MTS d'installer gratuitement de prises téléphoniques RJ11.
À la fin des années 1980, MTS a lancé MTS Mobility pour fournir des services de téléphonie cellulaire aux Manitobains.
En 1996, le gouvernement provincial du premier ministre Gary Filmon a annoncé sa décision de privatiser Manitoba Telephone System. La décision a été jugée controversée, car elle était contraire à la position antérieure du gouvernement selon laquelle MTS devrait rester la propriété de la province. Le vote en faveur de la privatisation a eu lieu au début de décembre 1996.
En janvier 1999, MTS s'est associée à Bell Canada pour former Intrigna, une entreprise de services locaux concurrentiels (ESLC) créée pour offrir des services de télécommunications aux entreprises en Alberta et en Colombie-Britannique. Dans le cadre de la transaction, Bell Canada a acquis une participation de 20 % dans MTS. MTS et Bell Canada ont établi un bureau exploité conjointement à Calgary en Alberta. À l'été 1999, des câbles de fibres optiques ont été posés à Edmonton et à Calgary en Alberta, puis à Vancouver, en Colombie-Britannique.
À l'automne de 1999, MTS a lancé un service d'accès à Internet à haut débit DSL à Winnipeg et à Brandon. Le service a rapidement été étendu à d'autres régions de la province.
Au début des années 2000, le CRTC a demandé à certaines compagnies de téléphone, incluant MTS, de mettre en œuvre un plan d'amélioration du service pour les régions éloignées du nord du Canada, qui, même au début du XXIe siècle, devaient se contenter d'un service téléphonique de mauvaise qualité. En particulier, les clients du nord du Manitoba se plaignaient que le système de micro-ondes existant ne pouvait pas gérer correctement les communications de données (modem et fax). Cette demande, couplée à l'effondrement d'une tour de faisceaux hertziens desservant Churchill au début de janvier 2000, a amené MTS à moderniser le corridor Radisson-Churchill avec une fibre optique et le corridor Lynn Lake-Thompson avec un système de micro-ondes numérique.
En 2003, MTS a acheté les droits de dénomination du True North Centre au centre-ville de Winnipeg et l'a renommé MTS Centre. Le contrat de 10 ans entre True North Sports & Entertainment et MTS, qui était la plus grosse dépense publicitaire de MTS, a été prolongé lorsque l’aréna est devenu un site de la Ligue nationale de hockey en 2011.
En février 2004, MTS a vendu sa participation de 40 % dans Intrigna à Bell Canada pour 230 millions de dollars.
En avril 2004, MTS a acquis Allstream, le successeur des entreprises de télégraphie des chemins de fer transcontinentaux. MTS a renommé la compagnie en MTS Allstream inc. jusqu'en 2012, date à laquelle la compagnie a été scindée en MTS inc. et Allstream inc.
Le 7 décembre 2005, Pierre Blouin, ancien dirigeant de BCE inc., a été nommé chef de la direction de MTS et de MTS Allstream inc.
En mai 2013, Allstream devait être vendue à Accelero Capital et la transaction devrait être finalisée à la fin de l'année. Cependant, le 7 octobre 2013, le gouvernement du Canada a bloqué la vente pour des raisons de sécurité nationale, en omettant de mentionner la nature de ses préoccupations.
Le 1er janvier 2015, Jay A. Forbes est devenu chef de la direction,,.
Le 23 novembre 2015, Allstream Inc était vendue à Zayo Group (en) dans le cadre d'une transaction en espèces d'une valeur de 465 millions de dollars.

### Acquisition par Bell
Le 2 mai 2016, BCE inc. a annoncé qu'elle désirait acheter MTS dans le cadre d'une transaction en actions d'une valeur de 3,9 milliards de dollars, incluant un paiement de 40 $ par action et l'acquisition de la dette de 800 millions de dollars de MTS. À la clôture de cet achat, la société serait renommée Bell MTS et serait une filiale de Bell Canada. Bell s'engageait à investir 1 milliard de dollars sur cinq ans dans l'expansion du service à large bande au Manitoba et dans la modernisation de l'infrastructure de MTS afin de prendre en charge de nouveaux services, notamment Bell Télé Fibe et LTE Advanced. Bell s'engageait à opérer ses activités dans l'Ouest canadien à partir de Bell MTS à Winnipeg, ce qui portait l'effectif de MTS à 6 900 personnes. Comme condition de la vente, Bell a aussi accepté de céder le tiers de ses abonnés au service sans fil et le tiers des points de vente de MTS Mobility à Telus; la cession visait à donner aux trois entreprises nationales (Bell Canada, Rogers et Telus) une part de marché à peu près égale au Manitoba,,,.
L'accord a été critiqué en raison de la possibilité qu'il entraîne une augmentation du coût des services. La présence sur le marché de MTS en tant que quatrième grand fournisseur de services sans fil dans la région forçait les trois grands fournisseurs nationaux à offrir des prix plus bas au Manitoba. Avec la disparition d'un concurrent, plusieurs craignaient que les fournisseurs nationaux ne sentent plus le besoin de réduire leurs prix,,. Un climat commercial semblable existe en Saskatchewan, où les trois transporteurs nationaux doivent faire concurrence au transporteur régional dominant, SaskTel, propriété de la province. Un sondage mené par l'Institut Angus Reid a révélé que 61 % des personnes interrogées désapprouvaient modérément ou fortement l'entente.
Le 20 décembre 2016, le CRTC a approuvé la vente de MTS à Bell. Le 15 février 2017, le Bureau de la concurrence et Innovation, Sciences et Développement économique Canada ont approuvé l'opération. Afin d'atténuer les préoccupations relatives à la réduction de la concurrence dans le secteur des services sans fil après la fusion, Bell a en outre accepté de céder 24 700 clients, six établissements de détail et un spectre des services sans fil au fournisseur rural Xplornet afin qu'il puisse lancer ses propres services sans fil concurrents. Bell a aussi accepté de fournir à Xplornet un accès accéléré à ses tours pendant cinq ans, ainsi que des services d'itinérance et des appareils mobiles. Cet aspect de l'entente maintenait quatre fournisseurs de services sans fil concurrents au Manitoba, le quatrième étant un nouveau venu sur le marché,.
L'acquisition a été conclue le 17 mars 2017. À cette date, Dan McKeen (qui avait dirigé l'intégration de Bell Aliant aux activités nationales de Bell Canada) a été nommé à la tête de l'entreprise, en remplacement de Jay Forbes. Parallèlement à la conclusion de l'entente, Bell a lancé le service LTE à Churchill, au Manitoba. Bell a déclaré qu'elle allait maintenir la structure tarifaire actuelle des services sans fil de MTS pendant au moins un an après la clôture de l'acquisition.
En octobre 2018, Bell MTS a annoncé qu'elle terminerait progressivement ses activités sans fil en transférant ses clients dans le secteur national de Bell Mobilité.